# Ol'ga Brusnikina
Ol'ga Aleksandrovna Brusnikina (in russo Ольга Александровна Брусникина?; Mosca, 9 novembre 1978) è una sincronetta russa tre volte medaglia d'oro ai Giochi olimpici.
Nel 2009 è stata introdotta nell'International Swimming Hall of Fame.

## Carriera
Dopo avere iniziato a praticare nuoto sincronizzato all'età di 14 anni, Ol'ga Brusnikina vinse nel 1993 i campionati mondiali giovanili. Alla sua prima Olimpiade, ovvero ad Atlanta 1996, partecipò alla gara a squadre piazzandosi al quarto posto. Reduce dalla vittoria nel duo e nella gara a squadre ai campionati mondiali, si rifece ai Giochi di Sydney 2000 vincendo due ori. Ad Atene 2004 vinse la sua terza medaglia d'oro olimpica della carriera partecipando alla gara a squadre.

## Palmarès
In carriera ha ottenuto i seguenti risultati:
Giochi olimpici
Coppie
- Oro a Sydney 2000

A squadre
- Oro a Sydney 2000
- Oro a Atene 2004

Mondiali di nuoto
Individuale
- Oro a Fukuoka 2001

Coppie
- Oro a Perth 1998

A squadre
- Oro a Perth 1998
- Oro a Barcellona 2003